# Волынский 53-й пехотный полк
53-й пехотный Волынский генерал-фельдмаршала Великого Князя Николая Николаевича полк — воинская часть Русской императорской армии.
- Старшинство — 16 мая 1803 г.
- Полковой праздник — 17 сентября.

## Формирование полка
16 мая 1803 г. из выделенных рот Малороссийского и Фанагорийского гренадерских и Ростовского, Муромского, Архангелогородского, Низовского, старого Пермского, старого Воронежского, Углицкого, старого Курского и Полоцкого мушкетёрских полков сформирован Волынский мушкетёрский полк.
22 февраля 1811 г. переименован в Волынский пехотный полк. Вместе с Тобольским пехотным полком вошел в состав 2-й бригады 4-й пехотной дивизии 2-го пехотного корпуса 1-й Западной армии.
14 февраля 1831 года от полка был отчислен 3-й батальон на сформирование Люблинского пехотного полка, а взамен к полку присоединён батальон Московского пехотного полка.
28 января 1833 г. к Волынскому полку были присоединены 1-й и 3-й батальоны упразднённого 49-го егерского полка.
20 февраля 1845 г. 4-й батальон был отчислен в состав отдельного Кавказского корпуса, 23 февраля в полк поступил батальон Московского пехотного полка, 16 декабря два батальона отчислены на сформирование Дагестанского пехотного полка.
23 августа 1856 года 4-й действующий батальон был отделён в резервные войска, 5-й и 6-й батальоны зачислены в запас, 7-й и 8-й батальоны расформированы. 6 апреля 1863 г. из 4-го резервного батальона и бессрочно-отпускных 5-го и 6-го батальонов был сформирован Волынский резервный пехотный полк, который был 13 августа того же года наименован Тираспольским пехотным полком и переведён в действующие войска.
25 марта 1864 года — получил № 53 и стал именоваться: 53-й пехотный Волынский полк.
17 апреля 1877 г. — шефом полка назначен великий князь Николай Николаевич Старший и полк стал именоваться: 53-й пехотный Волынский Его Императорского Высочества Великого Князя Николая Николаевича полк.
26 апреля 1891 г. — 53-й пехотный Волынский полк.
Высочайшим приказом от 26 ноября 1912 года полку присвоено именование 53-й пехотный Волынский генерал-фельдмаршала Великого Князя Николая Николаевича полк.

## Кампании полка

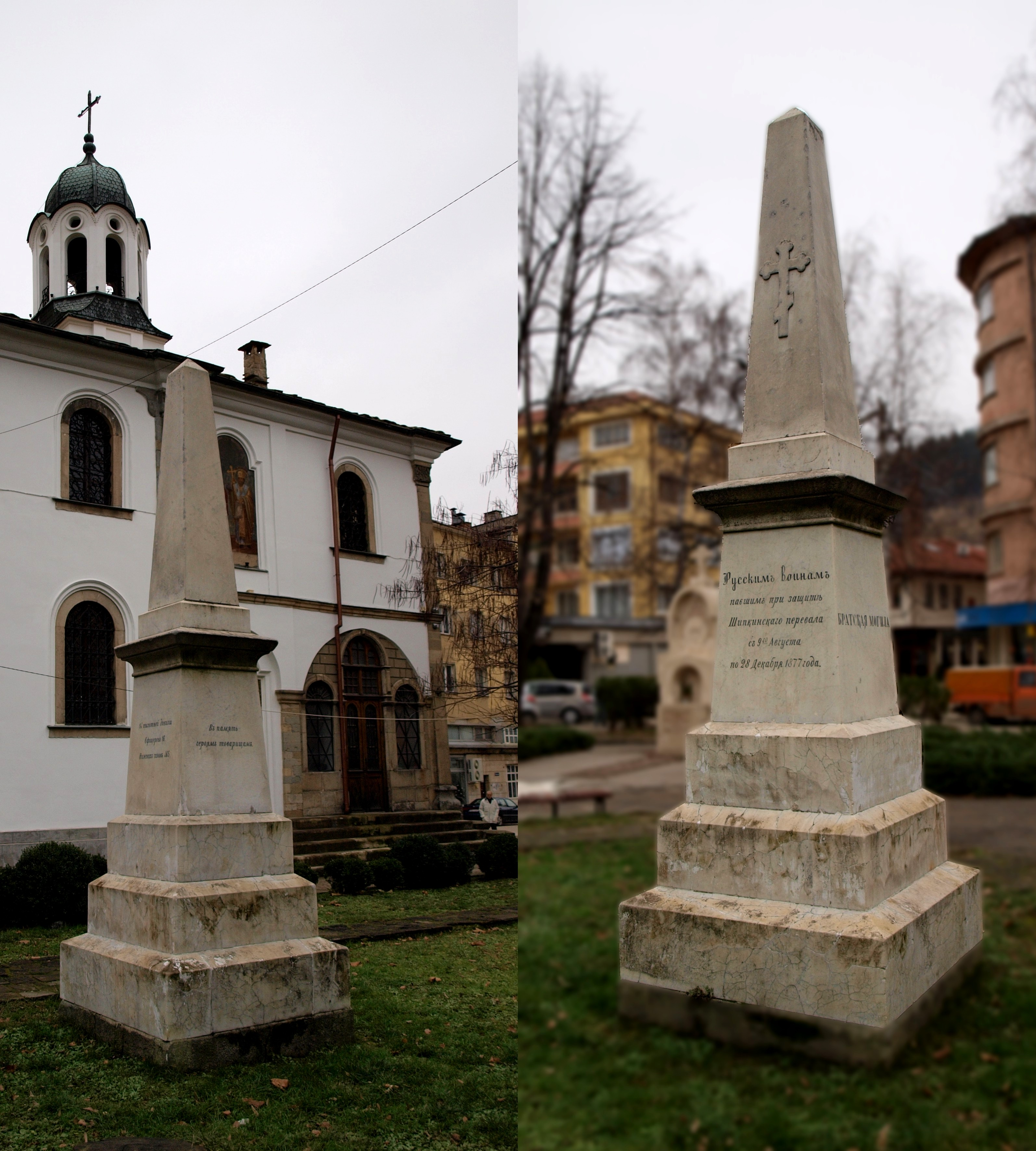
Братская могила 16 офицеров и 465 нижних чинов 14-й пехотной дивизии, возле церкви «Успение Святой Богородицы» в Габрово

Боевое крещение полк принял в битве при Пултуске, в ходе русско-прусско-французской войны, где он действовал в составе 6-й дивизии.
Во время Отечественной войны 1812 года полк состоял в корпусе К. Ф. Багговута и принимал участие во многих делах при изгнании неприятеля из пределов России.
В 1855 году Волынский полк входил в состав Севастопольского гарнизона. 16 февраля 1855 года полк заложил впереди Малахова кургана редут, названный именем полка. В одну из вылазок, в ночь на 2 апреля, был тяжко ранен командир полка полковник Лушков. В Севастополе сохранился памятник воинам полка.
В русско-турецкую войну 1877—1878 годов полк первым переправился через Дунай у Зимницы. 12 августа полк, сделав усиленный переход, прибыл на Шипку и без отдыха вступил в горячий бой с турками.
В войну с Японией полк участвовал в боях у Сандепу и под Мукденом.

## Знаки отличия полка
- Полковое Георгиевское знамя с надписями «За Севастополь в 1854 и 1855 годах» и «1803—1903» и с Александровской юбилейной лентой. Пожаловано 16 мая 1903 года.
- Знаки отличия на головные уборы для нижних чинов с надписью «За Севастополь в 1854 и 1855 годах», пожалованные 30 августа 1856 года.
- Георгиевские трубы с надписью «За переправу через Дунай у Зимницы 15 июня и за Шипку 1877 года, за Мукден в 1905 году». Трубы пожалованы 17 апреля 1878 г.; добавление к первоначальной надписи было пожаловано 8 июня 1907 г.

## Шефы полка
- 16.05.1803 — 01.06.1805 — генерал-майор князь Гурьялов, Иван Степанович
- 01.06.1805 — 13.07.1805 — генерал-майор Скипор, Антон Петрович
- 13.07.1805 — 01.09.1814 — полковник (с 12.12.1807 генерал-майор) Россий, Игнатий Петрович
- 17..04.1877 — 26.04.1891 — великий князь Николай Николаевич Старший

## Командиры полка
(Командующий в дореволюционной терминологии означал временно исполняющего обязанности начальника или командира).
- 04.08.1803 — 13.02.1805 — майор (с 06.12.1804 подполковник) Бараль, Андрей Петрович
- 13.02.1805 — 27.07.1806 — полковник Кониский, Пётр
- 10.11.1806 — 29.10.1811 — подполковник (с 30.08.1811 полковник) Лашкарёв, Павел Сергеевич
- 23.02.1812 — 12.12.1819 — подполковник (с 05.12.1813 полковник) Курносов, Николай Андреевич
- 23.02.1820 — 19.04.1831 — подполковник (с 18.08.1822 полковник, с 06.12.1830 генерал-майор) Баранов, Евстафий Евстафьевич
- 19.04.1831 — 02.11.1831[1] — командующий полковник Дьяченко 2-й
- 22.01.1832 — 05.08.1833 — командующий подполковник Черторижский, Павел Николаевич
- 05.08.1833 — 07.06.1840 — полковник (с 26.03.1839 генерал-майор) Паскин, Пётр Алексеевич
- 20.08.1840 — 17.03.1851 — полковник (с 06.12.1849 генерал-майор) фон Лейн, Карл Фёдорович
- 18.03.1851 — 22.01.1855[2] — полковник (с 06.12.1854 генерал-майор) Хрущёв, Александр Петрович
- 22.02.1855 — 01.04.1855[3]  — полковник Лушков, Михаил Иванович
- 02.06.1855 — 25.06.1855[4] — командующий подполковник Смелков, Алексей Алексеевич
- 04.07.1855 — 09.03.1858 — полковник де Сен-Лоран (Де-Сент-Лоран), Андрей Васильевич
- 09.03.1858 — хх.хх.1862 — полковник Шидловский, Михаил Романович
- хх.хх.1862 — 23.10.1863 — полковник Волошинов, Владимир Васильевич
- 23.10.1863 — 28.04.1866 — полковник барон Сталь, Карл Фёдорович
- 28.04.1866 — 15.06.1877 — полковник Родионов, Николай Петрович
- 17.07.1877 — 07.04.1886 — полковник Деген, Модест Николаевич
  - в конце 1877 — начале 1878 — полковник Адлерберг, Николай Александрович (временно)
- 24.04.1886 — 13.03.1887 — полковник Клюковский, Викентий Иванович
- 18.03.1887 — 28.11.1887 — полковник князь Урусов, Сергей Николаевич
- 06.12.1887 — 14.10.1899 — полковник Мацкевич, Лев Осипович
- 31.10.1899 — 10.06.1904 — полковник Сидельников, Владимир Гаврилович
- 08.07.1904 — 31.10.1905 — полковник Милеант, Гавриил Георгиевич
- 11.10.1905 — 20.08.1906 — полковник князь Вачнадзе, Александр Иванович
- 11.07.1906 — 24.03.1909 — полковник Нестеровский, Александр Иванович
- 27.04.1909 — 26.05.1911 — полковник Ларионов, Яков Михайлович
- 26.05.1911 — 23.03.1913 — полковник Комаров, Пётр Дмитриевич
- 23.03.1913 — 14.01.1915 — полковник (с 28.10.1914 генерал-майор) Байков, Лев Львович
- 31.01.1915 — 08.02.1916 — полковник Эзеринг Карл Иванович
- 22.02.1916 — 25.01.1917 — полковник Андрианов, Павел Маркович
- 11.02.1917 — хх.хх.хххх — полковник Дурасов, Сергей Сергеевич

## Знаки различия
| Описание     | Знаки различия по состоянию на 1904—1909 гг. | Знаки различия по состоянию на 1904—1909 гг. | Знаки различия по состоянию на 1904—1909 гг. | Знаки различия по состоянию на 1904—1909 гг. | Знаки различия по состоянию на 1904—1909 гг. | Знаки различия по состоянию на 1904—1909 гг. | Знаки различия по состоянию на 1904—1909 гг. | Знаки различия по состоянию на 1904—1909 гг.    |
| ------------ | -------------------------------------------- | -------------------------------------------- | -------------------------------------------- | -------------------------------------------- | -------------------------------------------- | -------------------------------------------- | -------------------------------------------- | ----------------------------------------------- |
| Погоны       |                                              |                                              |                                              |                                              |                                              |                                              |                                              |                                                 |
| Классный чин | Полковник                                    | Подполко́вник                                 | Капитан                                      | Штабс-капитан                                | Пору́чик                                      | Подпору́чик                                   | Пра́порщик                                    | Зауряд-пра́порщик, произведенный из фельдфебелей |
| Группа       | Штаб-офицеры                                 | Штаб-офицеры                                 | Обер-офицеры                                 | Обер-офицеры                                 | Обер-офицеры                                 | Обер-офицеры                                 | Обер-офицеры                                 | Обер-офицеры                                    |

## Известные люди, служившие в полку
- Бодиско, Михаил Андреевич — декабрист
- Брянов, Иван Ильич — штабс-капитан, герой русско-турецкой войны 1877—1878 гг.
- Жабокритский, Иосиф Петрович — генерал-лейтенант, участник Крымской войны
- Кравцов, Иван Кондратьевич — генерал-лейтенант РККА, Герой Советского Союза, воевал в полку старшим унтер-офицером в 1915—1917 гг.
- Лукомский, Люциан Юлианович — генерал-майор, участник Кавказской войны
- Рудыковский, Андрей Петрович — писатель-мемуарист
- Тихановский, Иосиф Андреевич — генерал-майор, участник Кавказской войны
- Червинский, Аркадий Николаевич — генерал-лейтенант

## Другие формирования этого имени
- лейб-гвардии Волынский полк
- 6-й уланский Волынский полк